# Rafael Guanaes
Rafael Silva Guanaes (São Paulo, Brasil, 27 de marzo de 1981) es un exjugador y entrenador de fútbol brasileño. Actualmente dirige al Mirassol de la Serie A.

## Trayectoria
Nacido en São Paulo, Guanaes jugó en las inferiores de Palmeiras, Corinthians y Nacional. También, jugó para el equipo de fútbol de la Universidad Campbell durante las campañas de 1999 y 2000, Nacional y Joseense.
El 16 de junio de 2010, fue nombrado entrenador del Joseense para el resto del año, en sustitución del despedido Ricardo Longhi. Sin embargo, solo duró dos partidos (dos derrotas) antes de que Longhi regresa al cargo y se convirtió más tarde en director deportivo. Regresó a la dirección técnica antes de la temporada 2011 y logró el ascenso a la Serie A3 del Campeonato Paulista en 2012.
En agosto de 2014, asumió al frente de União São João. El 9 de septiembre, fue relevado de sus funciones y a principios de diciembre se convirtió en entrenador del São Carlos. Durante su estancia, obtuvo el Campeonato Paulista Segunda Divisão con el club, pero dejó su cargo en noviembre de 2016 cuando expiró su contrato.
El 18 de noviembre de 2016, fue designado como entrenador del Monte Azul. Asumió las riendas del Votuporanguense el 29 de septiembre del año siguiente, con quien ganó la Copa Paulista 2018.
En enero de 2019, fue nombrado técnico del equipo sub-23 del Athletico Paranaense. Ganó el Campeonato Paranaense 2019 con el club y luego pasó a trabajar también con el equipo sub-20.
El 5 de febrero de 2021, dejó su cargo en Paranaense para hacerse cargo del Sampaio Corrêa. Despedido el 22 de abril, sustituyó a Bruno Pivetti al frente del Tombense cuatro días después. Durante su estancia, llevó al club a su primer ascenso a la Série B, pero fue despedido el 22 de febrero de 2022 cuando el equipo corría peligro de descender en el Campeonato Mineiro 2022.
En junio de 2022, asumió al frente del Novorizontino después de un corto plazo como asistente técnico en Cruzeiro. En septiembre del mismo año, fue relevado de sus funciones después de una serie de malos resultados.
El 1 de noviembre de 2023, fue anunciado como entrenador del Operário Ferroviário, recientemente descendido a la Serie C. Si bien logró el ascenso a la segunda división en su primera temporada, anunció su salida del club el 18 de noviembre de 2024. En diciembre de 2024, fue oficializado a cargo del Atlético Goianiense. En marzo de 2025, fue despedido de su cargo por decisión de la directiva del club.
En marzo de 2025, fue presentado como técnico del Mirassol.

## Clubes

### Como jugador
| Club     | País   | Año  |
| -------- | ------ | ---- |
| Nacional | Brasil | 1999 |
| Joseense | Brasil | 2010 |

### Como entrenador
| Club                          | País   | Año           |
| ----------------------------- | ------ | ------------- |
| Joseense                      | Brasil | 2010          |
| Joseense                      | Brasil | 2011-2014     |
| União São João                | Brasil | 2014          |
| São Carlos                    | Brasil | 2014-2016     |
| Monte Azul                    | Brasil | 2017          |
| Votuporanguense               | Brasil | 2018          |
| Athletico Paranaense (sub-23) | Brasil | 2019-2021     |
| Sampaio Corrêa                | Brasil | 2021          |
| Tombense                      | Brasil | 2021-2022     |
| Novorizontino                 | Brasil | 2022          |
| Operário Ferroviário          | Brasil | 2023-2024     |
| Atlético Goianiense           | Brasil | 2024-2025     |
| Mirassol                      | Brasil | 2025-presente |

## Palmarés

### Como entrenador

#### Campeonatos regionales
| Título                | Equipo               | Estado | Año  |
| --------------------- | -------------------- | ------ | ---- |
| Campeonato Paranaense | Athletico Paranaense | Paraná | 2019 |